# Wacław Bojarski

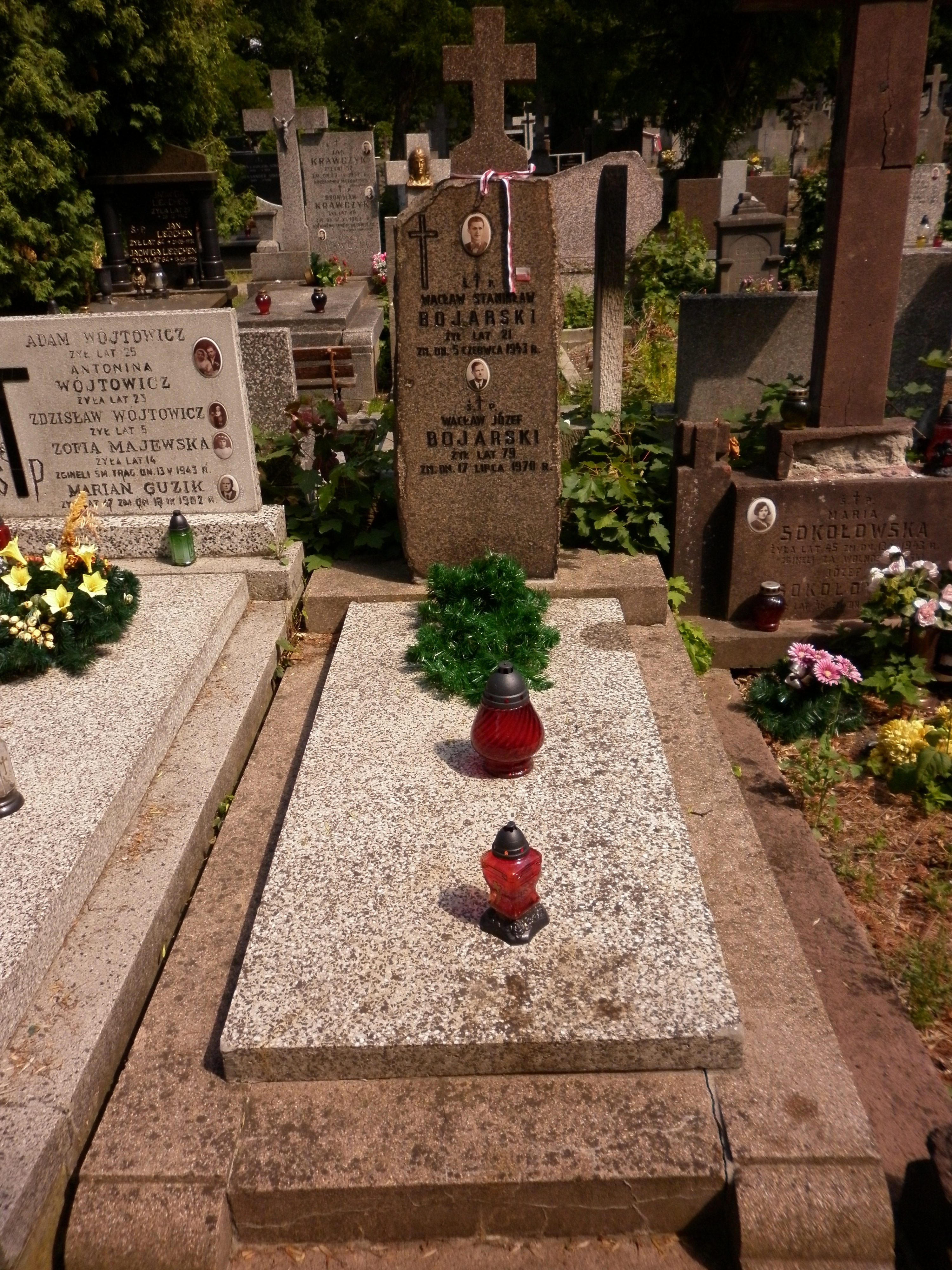
Rodzinny grób Wacława Bojarskiego na cmentarzu Bródnowskim

Wacław Stanisław Bojarski, ps. Czarnota (ur. 30 października 1921, zm. 5 czerwca 1943 w Warszawie) – polski poeta czasu II wojny światowej, należący do pokolenia Kolumbów.

## Życiorys
W 1939 ukończył liceum humanistyczne Zamoyskiego, w czasie okupacji studiował polonistykę na Tajnym Uniwersytecie Warszawskim.
Członek organizacji konspiracyjnej Konfederacja Narodu. Wraz z Bronisławem Kopczyńskim zainicjował wydawanie podziemnego miesięcznika kulturalnego „Sztuka i Naród”, którego został drugim redaktorem naczelnym w styczniu 1943. Był autorem licznych piosenek wojskowych, artykułów. Pisał pod pseudonimami: Jan Marzec, Wojciech Wierzejewski, Marek Zalewski. W popularnej na Wileńszczyźnie i podczas powstania warszawskiego piosence Natalia utrwalił pseudonim swojej narzeczonej i przyszłej żony. Dostał pierwszą nagrodę za liryk prozą pt. Ranny różą w konkursie „SiN”. W latach 1942–1943 publikował szereg opowiadań (przedrukowanych po wojnie przez „Twórczość” nr 2/1959).
25 maja 1943 wraz z Tadeuszem Gajcym i Zdzisławem Stroińskim składał w Warszawie wieniec z biało-czerwoną szarfą pod pomnikiem Kopernika z okazji czterechsetnej rocznicy śmierci astronoma. W czasie odwrotu został postrzelony przez niemieckiego policjanta. Na łożu śmierci wziął ślub z „Natalią” – Haliną Marczak, córką Michała Marczaka.
Zmarł 5 czerwca 1943. Został pochowany na cmentarzu Bródnowskim (kw. 18C-4).